# Februar

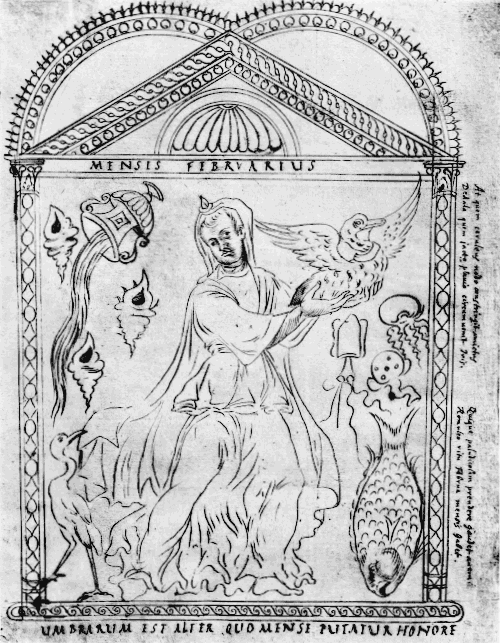
Der Monat Februar im Chronograph von 354 des spätantiken Kalligraphen Filocalus

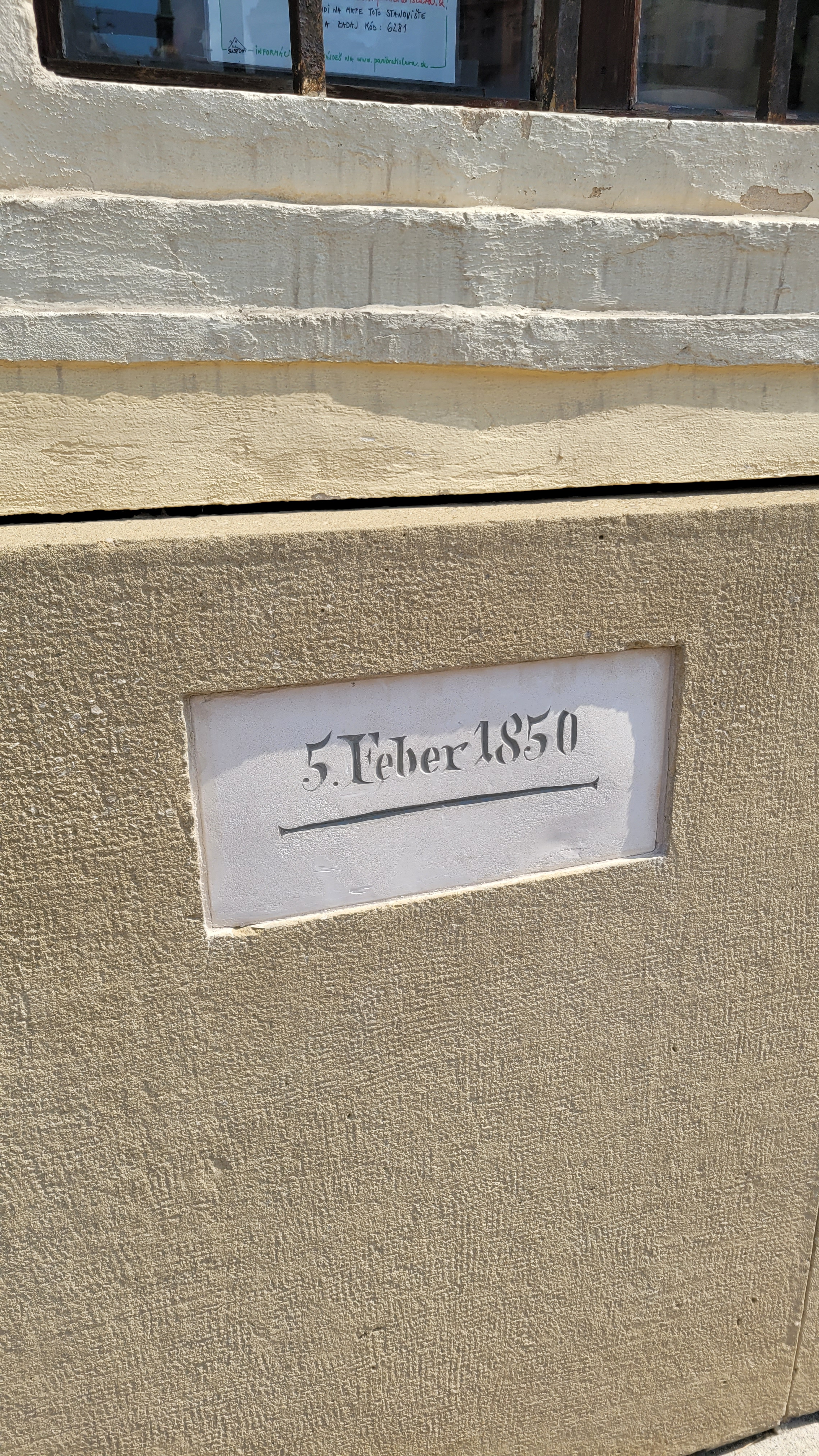
Inschrift Feber in der ehemals österreichischen Stadt Bratislava

Der Februar (lateinisch februare „reinigen“) ist der zweite Monat des Jahres im gregorianischen Kalender. Schon seit 153 v. Chr. war er auch der zweite Monat des römischen Kalenders. Er wurde nach dem römischen Reinigungsfest Februa benannt. In Teilen  Österreichs und Südtirols wird er auch Feber genannt, manchmal auch in der Amtssprache (siehe auch Artikel Österreichisches Deutsch).

## Zahl der Tage
Der Monat umfasst in Gemeinjahren 28 Tage und in Schaltjahren 29 Tage. Der eigentliche Schalttag ist der 24. Februar, d. h. in Schaltjahren wird nach dem 23. Februar ein Tag eingeschoben, was jedoch nur für die kirchlichen Feiertage und Namenstage von Bedeutung ist, die sich vom 24. Februar und den folgenden Tagen in Schaltjahren auf den 25. Februar etc. verschieben. Dies erklärt, weshalb das Schaltjahr bspw. im Französischen année bissextile heißt: In der Antike wurde der 24. Februar (eigentlich der 25. Februar, der sechstletzte Tag vom 1. März aus gerechnet, lat. sex) doppelt (lat. bis) gerechnet. Der 25. Februar hieß in Schaltjahren also dies sextus, der 24. Februar dies bisextus der 23. Februar dies septus und so weiter.
Im römischen Kalender war der Februarius ursprünglich der letzte Monat. Aus diesem Grund erhielt genau dieser Monat damals überzählige Schalttage angehängt, ein Brauch, der sich durch die julianische und gregorianische Kalenderreform hindurch erhalten hat.
Der Februar beginnt in Nicht-Schaltjahren mit dem gleichen Wochentag wie der März (28 geteilt durch 7 ist 4, daraus folgt, dass der Februar exakt vier Wochen lang ist und der Folgemonat mit dem gleichen Wochentag beginnt) und der November, in Schaltjahren wie der August.
Der Februar beginnt immer mit dem gleichen Wochentag wie der Juni des Vorjahres, weil niemals ein Schalttag (29. Februar) zwischen beiden Monaten liegt.
Banktechnisch hat der Februar wie jeder andere Rechnungsmonat (nach deutscher Zinsberechnungsmethode) 30 Zinstage, so dass Zinsabrechnungen zum 30. Februar durchaus sinnvoll sind.

## Geschichte

### Alte Namen
Unter Kaiser Commodus wurde der Monat in Invictus umbenannt, nach dem Tod des Kaisers erhielt er allerdings seinen alten Namen zurück.
Der alte deutsche Name für den Februar ist Hornung, weil der reife Rothirsch in diesem Monat die Stangen seines Geweihes abwirft und beginnt, ein neues Geweih zu schieben. Eine andere Theorie geht davon aus, dass Hornung „der im Winkel/Geheimen gezeugte Bastard“ bedeutet, da er in der Anzahl der Tage zu kurz kommt. Im Elsass wird dieser Monat auch heute noch so bezeichnet. Auch im Pennsylvaniadeutsch ist der alte Monatsname als Hanning erhalten geblieben.
Im Rheinland und in den Niederlanden verwendete man früher für den Februar die Bezeichnung Sporkel, Spörkel bzw. Spürkel. Dieser Ausdruck leitet sich vom lateinischen Begriff Spurcalia her, mit dem im Mittelalter von der Kirche die vom Volk gefeierten „sittenlose Feste“ in der Karnevalszeit bezeichnet wurden. Auch die Bezeichnung Narrenmond für den Februar rührt daher, dass in dieser Zeit die alten Vorfrühlings- und Fruchtbarkeitsrituale abgehalten wurden, um die Dämonen des Winters zu vertreiben. Unter dem Einfluss der Christianisierung wurden diese ausgelassenen Feierlichkeiten als Fastnacht (Fassenacht, Fasnet) oder Fasching auf die Tage vor dem Aschermittwoch beschränkt, so dass diese Narrenzeit (meistens) im Februar endet.
Ein weiterer gebräuchlicher Name war Schmelzmond und bei Gärtnern war früher auch die Bezeichnung Taumonat (Taumond) üblich.

### Kalenderumstellungen
Bei Kalenderumstellungen, insbesondere der vom Julianischen auf den Gregorianischen Kalender, wurde der Februar aufgrund der gegenüber den übrigen Monaten abweichenden Zahl der Tage mehrfach genutzt, die Differenzen auszugleichen. Das geschah im Jahr 1700, als die protestantischen Territorien im Deutschen Reich und Dänemark die Reform vollzogen, Schweden nutzte den Monat Februar bei der Aufgabe des Schwedischen Kalenders 1712 – was zu einem 30. Februar führte – und nach der Oktoberrevolution in Russland erfolgte auch hier die Kalenderumstellung ebenfalls im Februar.

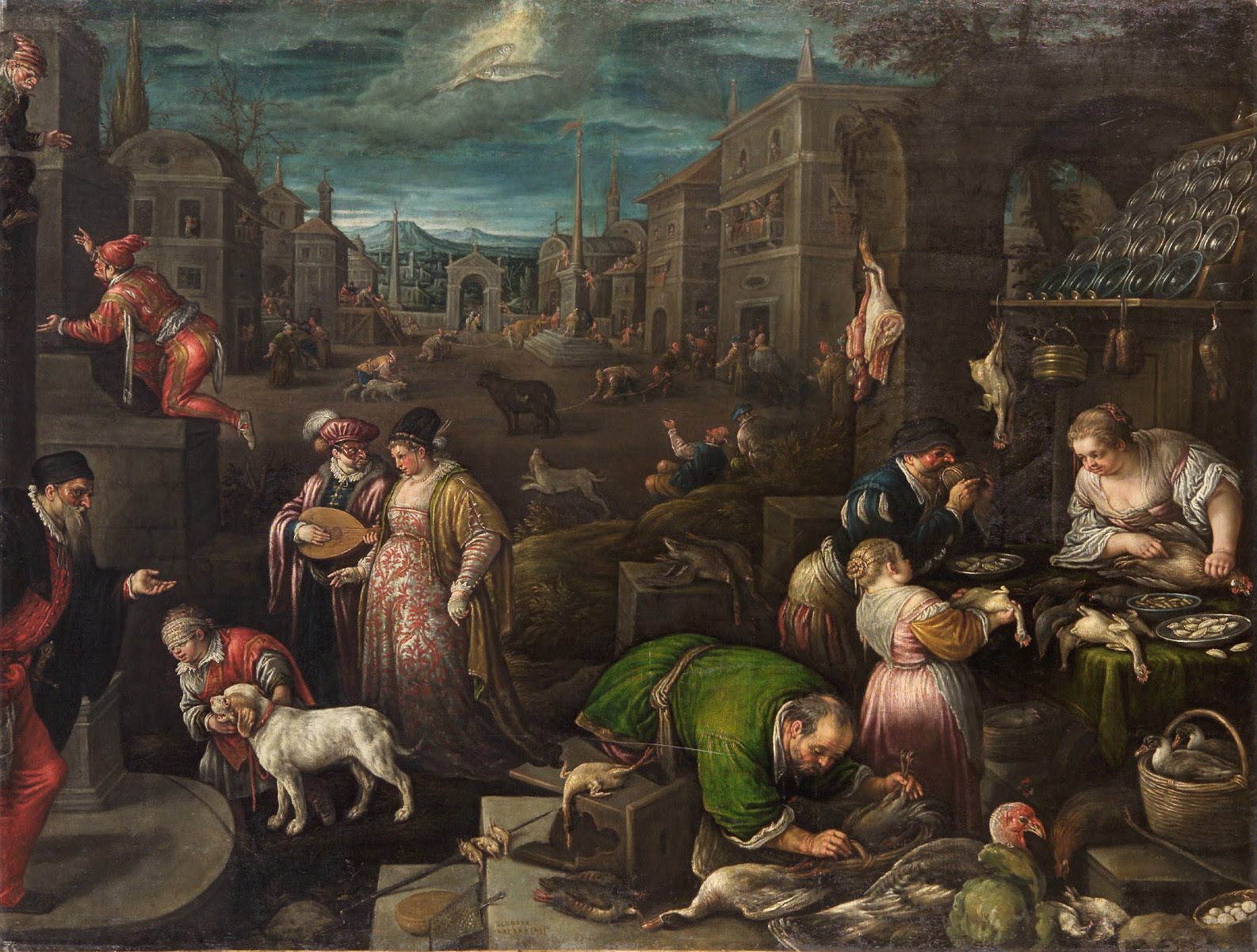
Februar, Leandro Bassano
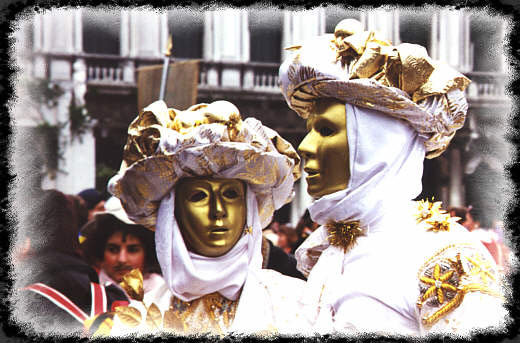
Goldmasken beim Karneval in Venedig
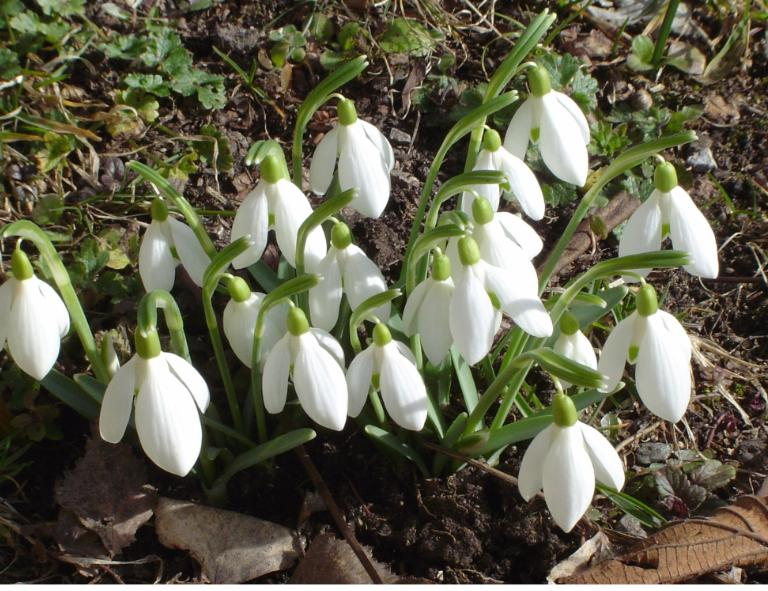
Schneeglöckchen

## Klima
Die höchste weltweite Monatsmitteltemperatur für einen Februarmonat wurde im Jahr 2024 verzeichnet.